# Lafitte’s Blacksmith Shop
Lafitte’s Blacksmith Shop ist ein im 18. Jahrhundert erbautes Gebäude (Cottage) im französischen Kolonialstil in der Bourbon Street im French Quarter, dem historischen Altstadtkern von New Orleans, Louisiana. Das seit dem 15. April 1970 im National Register of Historic Places als National Historic Landmark eingetragene, denkmalgeschützte Gebäude dient heute als Bar.

## Beschreibung
Das einstöckige Gebäude liegt an der Südwestecke, wo die Bourbon Street und St. Philip Street aufeinander treffen, und hat eine rechteckige Grundfläche von 37′ 8½″ (11,5 m) mal 30′ 5½″ (9,3 m).
Die Wände sind im Briquette-entre-poteaux-Verfahren (französisch für „Ziegel-zwischen-Pfosten“) gefertigt, bei dem die Hohlräume der zwischen den in den Boden gerammten Pfosten und Querverbindungen mit kleinen weichen Mauerziegeln gefüllt und anschließend zum Schutz gegen Regen verputzt wurden. Der Kalkputz ist heute teilweise abgetragen und gibt die verwendeten Pfosten aus Zypressenholz und die Mauerziegeln frei. Die zur Bourbon Street gelegene Südostfront hat ein Fenster und drei Türen die im gleichmäßigen Abstand verteilt sind. Zeitweise existierte ein später angebrachtes Vordach aus Wellblech über der rechten Hälfte der Front. Die zur St. Philip Street gelegene Nordostfront hat eine Tür und ein Fenster.
Das steil aufragende Walmdach ist mit Dachziegeln gedeckt und hat an den langen Fronten jeweils zwei und an den kurzen Fronten jeweils eine Walmgaube. In der Mitte der Südostseite des Daches befindet sich ein gemauerter Schornstein.
Im Inneren bestand das Gebäude einstmals aus vier gleich großen Räumen, wobei die zur St. Philip Street gelegenen Räume als Verkaufsraum dienten und die anderen beiden als Wohnräume des Inhabers. Für den Betrieb einer Bar wurde die Innenaufteilung von vier Räumen zu Gunsten eines großen Raumes entfernt. Die Feuerstellen wurden durch Kamine ersetzt. Über eine später eingefügte schmalgewundene Treppe in der nördlichen Ecke des Hauses gelangte man auf den ausgebauten Dachstuhl, der in zwei gleich große Zimmer aufgeteilt war.

## Geschichte
Die Legende besagt, dass das Gebäude sich einst im Besitz der französischen Freibeuter Jean und Pierre Lafitte befunden haben soll, die unter dem Deckmantel einer Schmiede (englisch blacksmith) hier Schmuggel und Sklavenhandel betrieben haben sollen.
Die Aufzeichnungen für das Grundstück reichen zurück bis ins Jahr 1722. Die erste notariell beglaubigte Aufzeichnung stammt vom 8. Oktober 1773. Marìa Catalina La Roche, Frau von Pierre Revoil, gab das Grundstück an Bartholome Robert im Austausch gegen ein Grundstück und Haus in der Saint Louis Street ab. Von da an blieb es im Besitz der Familie Roberts, 1781 wurde das Grundstück mit Haus an Roberts Schwester Marguerite übertragen. Im Jahr 1833 verkaufte es Marguerite Robert, Witwe des Händlers Simon Duraché, der Castillion genannt wurde, an die Witwe des Arztes Christian Miltenberger. Aus den vorhandenen Aufzeichnungen aus dieser Zeit ist nicht ersichtlich, dass es sich je im Besitz der Brüder Lafitte oder einer Person, die mit ihnen in Verbindung stand, befand.
Das genaue Baujahr ist nicht bekannt, wird aber in den meisten Quellen auf 1772 datiert. Der als Creole cottage bezeichnete Baustil war in der Zeit zwischen 1720 und 1845 in Verwendung und der dominierende Baustil in den Jahren 1790 bis 1840 entlang der amerikanischen Golfküste. Das verwendete Briquette-entre-poteaux-Verfahren wurde ab etwa 1770 entwickelt. Als eines der wenigen Gebäude aus dieser Zeit überstand es die großen Feuer von New Orleans von 1788 und 1794. Die nach den Bränden aufgebauten Gebäude wurden größtenteils schon im spanischen Kolonialstil erbaut.
In den 1940er Jahren pachtete Tom Caplinger das Gebäude und eröffnete hier das Café Lafitte, das sich zu Anfang der 1950er Jahre zu einem angesagten Schwulentreffpunkt entwickelte. 1953 wurde das Grundstück wegen unklarer Besitzverhältnisse verkauft und Caplinger eröffnete einige Blocks weiter, in der 901 Bourbon Street, das Café Lafitte in Exile. Anschließend wurde das Gebäude weiter als Lokal benutzt und beherbergt bis heute die Lafitte’s Blacksmith Shop Bar.

### Amtliche Dokumente
- Historic American Buildings Survey, U.S. Department of the Interior, National Park Service, Branch of Plans and Design: Cottage, 941 Bourbon St., New Orleans – Louisiana. Survey No. LA-24. New Orleans 1934 (englisch, loc.gov [abgerufen am 14. April 2017] Index No. HABS LA,36-NEWOR,13-).
- Historic American Buildings Survey, Richard Koch, District Officer: Cottage at 941 Bourbon Street, New Orleans, Louisiana. Survey No. HABS No. LA-24. New Orleans 1934 (englisch, loc.gov [PDF; 105 kB; abgerufen am 14. April 2017] HABS LA,36-NEWOR,13-).
- Asset Details of National Register Information System ID 70000255. National Register of Historic Places Collection. In: National Park Service. 1970, abgerufen am 14. April 2017 (englisch).